# Романівка (Ананьївська міська громада)
Рома́нівка — село Ананьївської міської громади Подільського району Одеської області, Україна. Розташоване на південному сході району на березі річки Журавки. Населення — 690 осіб (станом на 2001 рік).

## Історія
7 (20) листопада 1917 року, відповідно до Третього Універсалу Української Центральної Ради, увійшло до складу Української Народної Республіки.
8 листопада 1943 року в селі група партизанів здійснила наліт на румунську примерію і розстріляла старосту села, що служив окупантам.
12 червня 2020 року, відповідно до Розпорядження Кабінету Міністрів України від № 724-р «Про визначення адміністративних центрів та затвердження територій територіальних громад Одеської області», увійшло до складу Ананьївської міської територіальної громади.
19 липня 2020 року, в результаті адміністративно-територіальної реформи і ліквідації Ананьївського району, село увійшло до складу новоутвореного Подільського району.

## Населення
Згідно з переписом 1989 року населення села, яке тоді входило до складу Шимківської сільської ради, становило 750 осіб, з яких 353 чоловіки та 397 жінок.
За переписом населення 2001 року в селі мешкало 690 осіб.

### Мова
Розподіл населення за рідною мовою за даними перепису 2001 року:
| Мова       | Відсоток |
| ---------- | -------- |
| українська | 93,62 %  |
| румунська  | 6,09 %   |
| російська  | 0,14 %   |
| болгарська | 0,14 %   |